# Whydah Gally
Le Whydah Gally, parfois écrit Whidah ou Whidaw, était un navire qui servit au commerce triangulaire avant sa capture par le pirate Samuel « Black Sam » Bellamy. Le navire a coulé dans une tempête au large de cap Cod, le 26 avril 1717, noyant Bellamy ainsi que la quasi-totalité de l'équipage. Lors de sa capture, le navire est commandé par Laurens Prins.
Étymologiquement, Whydah ou plutôt Ouidah est le nom d'un port du Bénin d'où étaient embarqués en très grand nombre les esclaves, et Gally, ou Galley, signifie « galère » en anglais.
L'épave a été retrouvée par l'archéologue sous-marin américain Barry Clifford, dans les années 1980. Elle est célèbre pour la fabuleuse richesse qu'elle pourrait contenir. De nombreux artéfacts ont été trouvés sur le lieu, ce qui offre beaucoup d'informations sur le mode de vie des pirates, d'autant que « Black Sam » y avait réuni le butin de plus de cinquante autres navires attaqués lors de sa courte carrière.

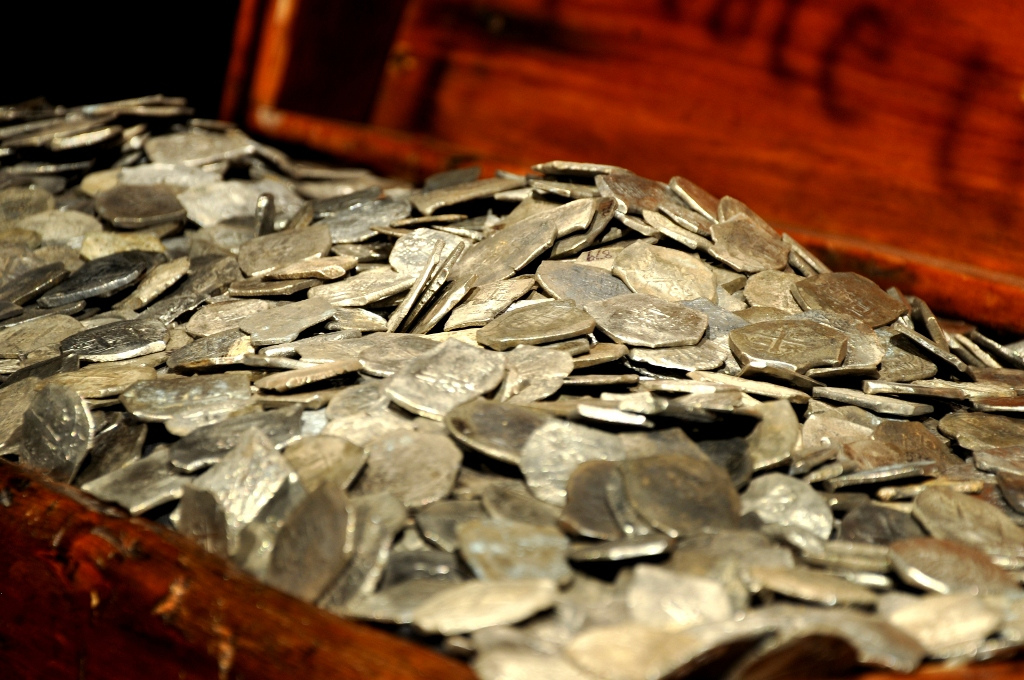
Or du navire.
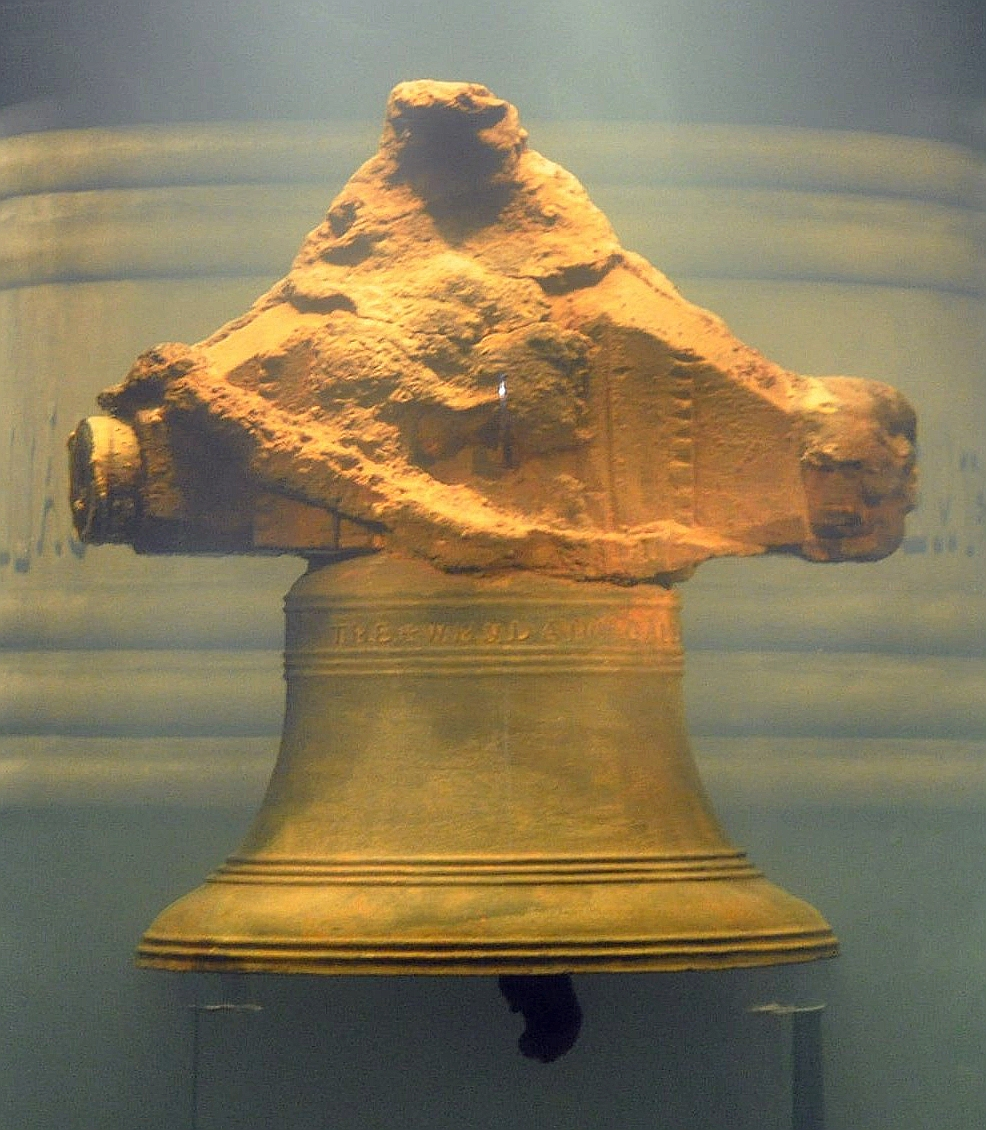
Cloche du navire.